# فلش معکوس
ایوبارد ثاون (به انگلیسی: Eobard Thawne) که بیشتر با نام فلش معکوس (به انگلیسی: Reverse Flash) نیز شناخته می‌شود، یک شخصیت خیالی ابرشرور در کتاب‌های کامیک آمریکایی منتشر شده توسط دی‌سی کامیکس است که به عنوان دشمن دیرینهٔ بری آلن (دومین شخصیت ابرقهرمان در دنیای دی‌سی که عنوان فلش را به یدک می‌کشد) به‌شمار می‌رود. او هم مانند فلش از هوش خود در استفاده از قدرت‌های سرعت برای برتری استفاده می‌کند، اما به عنوان سلاح و برای آسیب رساندن به دیگران. و او بود که مادر بری آلن را کشت
مت لتچر و تام کاوانا در مجموعه‌های تلویزیونی فلش و افسانه‌های فردا به ایفای نقش این شخصیت پرداخته‌اند.

## همه نسخه‌ها
فلش معکوس عنوانی است که توسط چند ابرشرور در کتاب‌های کمیک منتشر شده توسط دی‌سی کامیکس استفاده می‌شود. هر نسخه از این شخصیت دشمن همیشگی ابرقهرمان فلش است.

### ادوارد کلاریس
ادوارد کلاریس (یا رایوال) (به انگلیسی: Rival) برای اولین بار در کمیک‌های فلش #104 (فوریه ۱۹۴۹) حاضر شد، و توسط جان بروم و جو کوبرت ساخته شد.

#### شخصیت
با اینکه او اسمش فلش معکوس نبود، دکتر ادوارد کلاریس یک پروفسور در دانشگاهی بود که فلش جی گریک هم آنجا بود، و فرمولی که باعث سرعت جی گریک شد را دوباره اختراع کرد. او شنید که جویان ویلیامز (دوست دختر جی گریک) دربارهٔ این صحبت می‌کرد که سرعت خود فلش به یک دانش‌آموز دیگر داده شده، که به او کمک کرد فرمول را بسازد. او که از اینکه انجمن علمی حرف‌های او را رد می‌کردند، کلاریس تبدیل به یک خلافکار شد. یک نسخهٔ تاریک تر از فلش با یک ماسک روی سر خود، که فرمول را به خلافکاران دیگر می‌دهد. نسخهٔ رایوال از این فرمول موقت است، و او دستگیر می‌شود و به زندان می‌رود
انجمن عدالت آمریکا (نوامبر ۲۰۰۰) یک فلش‌بک از نبرد فلش و رایوال را نشان می‌دهد که چند ماه بعد از اولین حضور او بود. الان که او دوباره سرعت را به صورت کامل دارد، کلاریس به سرعت نور می‌رسد و وارد اسپیدفورس می‌شود. بعد از دوباره بوجود آمدن انجمن عدالت آمریکا ۵۰ سال بعد، جانی سورو کلاریس را از اسپیدفورس بیرون می‌کشد و از او دعوت می‌کند که به انجمن بی عدالتی بپیوندد. او که در اسپیدفورس دیوانه شده بود، رایوال دور شهر را می‌گردد و پشت سر هم آدم می‌کشد. فلش می‌فهمد که کلاریس می‌تواند باعث مرگ جویان هم شود، پس جی سرعت رایوال را نابود می‌کند قبل از اینکه او بتواند جویان را بکشد.
رایوال در ایمپالس #۸۸ (سپتامبر ۲۰۰۲)، که جای دکتر جویان را گرفته بود. او بعداً یکی دیگر از تندروها به نام مکس مرکوری را دربر می‌گیرد. بعد از جنگیدن با جی و ایمپالس، مکس به زمان سفر می‌کند و به یک مقصد نامشخص می‌رسد. در کمیک فلش ریبرث #۴، مکس از اسپیدفورس فرار می‌کند و از سرعت والی وست حس جدیدی می‌گیرد؛ این کاری می‌کند که او به زمین با یک بدن جدید برگردد. یک فلش معکوس عصر طلایی دیگر هم یک ربات بود که فقط در یک پنل در فلش #134 (فوریه ۱۹۹۸) حضور داشت)، که او توسط جی گریک شکست خورد.

#### بازگشت
بعد از اتفاقات ساعت قیامت، کلاریس به زمین برگشت، که در دهه ۴۰ میلادی با جی گریک مبارزه کرد.

### ایوبارد ثاون
پروفسور ایوبارد ثاون (یا پروفسور زوم) برای اولین بار در فلش #139 (سپتامبر ۱۹۶۳) حاضر شد. او دشمن اصلی بری آلن است، و او اولین ابرشروری بوده که به عنوان فلش معکوس شناخته شود. درحالی که بقیه تندروها نمی‌توانند گذشته را بدون عواقب بد تغییر دهند، قدرت او برای سفر و سوءاستفاده از زمان و پاک کردن هر کسی از زمان ستودنی است، این بخاطر این است که او یک نسخهٔ خراب از اسپیدفورس را دارد که به آن اسپیدفورس منفی می‌گویند.

### هانتر زولمان
هانتر زولمان (یا زوم) اولین بار در فلش پرونده‌های مخفی #۳ (نوامبر ۲۰۰۱) حضور یافت. او که دشمن اصلی والی وست است، او دومین ابرشروری است که اسم فلش معکوس را یدک می‌کشد. برخلاف بقیه تندروها، او سرعت خود را از اسپیدفورس به دست نیاورد، بلکه سرعت خود را از از تردمیل کیهانی که او را از خط زمانی پاک کرد به دست آورد، که کنترل این را به او داد که سرعت خود را کم و زیاد کند و از هر تندرویی سریعتر باشد.

## حضور در سریال فلش فلش
- هریسون ولزیک دانشمند بزرگ در مالتی ورس است. ایوبار ثاون بعد قتل مادر بری الن سرعت خود را تقریباً از دست می‌دهد
- تنها راه برگشت به آینده ۱۳۶ سال بعد اما فلش از بین رفته بود پس او با استفاده از دستگاهی متعلق به آینده تبدیل به هریسون ولز می‌شود
- و هریسون ولز و همسرش را می‌کشد
- او با استفاده از انفجار شتاب دهندهٔ ذرات هریسون ولز فلش را به وجود می آورد
- با او کار می‌کند و کاری می‌کند که سرعت فلش زیاود زیاد تر بشود
- تا بتواند به آینده برود اما فلش او را شکست می‌دهد و ادی ثاون جد ایوبارد ثاون خود را می‌کشد و انگار ایوبارد ثاون هرگز متولد نمی‌شود پس او می‌میرد